# 徐鼎 (崇禎進士)
徐鼎，字岱淵，浙江會稽人，明朝末年政治人物。

## 生平
徐鼎是工部尚書徐大化之子。天啓元年（1621年）辛酉科順天鄉試舉人。崇禎十七年（1644年）任南直隸崇明縣知縣，為官介勵風節、甘於淡泊。次年，弘光朝覆亡，徐鼎掛冠歸隱。卒年八十五。